# Marina Abramović
Marina Abramović, född 30 november 1946 i Belgrad i Jugoslavien, är en serbisk performancekonstnär. Hon har sedan 1970-talet mestadels varit verksam utomlands, bland annat i Nederländerna och Tyskland. Hon är sedan 2002 bosatt i New York.
Abramović var en av de första performancekonstnärerna som accepterades på stora museiinstitutioner med internationell räckvidd. Bland hennes mest välkända verk finns Rhythm 10 (1973), Rhythm 0 (1974), Rhythm 5 (1974, Balkan Baroque (1977) och The Artist is Present (2010). Hennes konst har beskrivits som andlig men "utan religiösa förtecken" och som ett utforskande av makt och hierarkier utan politiskt syfte.

## Biografi

### Bakgrund
Marina Abramović föddes och växte upp i Belgrad som dotter till Vojin och Danica Abramović; föräldrarna deltog i partisanrörelsen under andra världskriget. Under de tidigaste levnadsåren bodde Abramović på grund av ohälsa hos sin mormor, Milica Rosić. Mormoderns ortodoxt religiösa och andliga personlighet gjorde starkt intryck på barnet, som 1952 – samtidigt som den yngre brodern Velimir föddes – flyttade tillbaka till föräldrarna. Familjelivet var dock inte harmoniskt, och när hon var sjutton år gammal lämnade hennes far familjen.
Abramović utbildade sig i måleri på Konstakademien i Belgrad samt i Zagreb 1965–1970; dessa konststudier slutfördes 1972. Parallellt utvecklades hennes konstnärliga stil från akademiskt måleri till abstrakt konst. Mellan 1973 och 1975 undervisade hon på Konstakademien i Novi Sad.

### Tidig karriär
Hon inledde sin konstnärliga karriär 1973. Människokroppen är av central betydelse i hennes konstnärskap, både som tema och medium. Hennes konstnärskap utforskar gränserna för människans fysiska och mentala gränser samt relationer mellan konstnär och publik. Detta ofta riskfyllda konstutövande har väckt uppmärksamhet och utmanat den allmänna smaken.

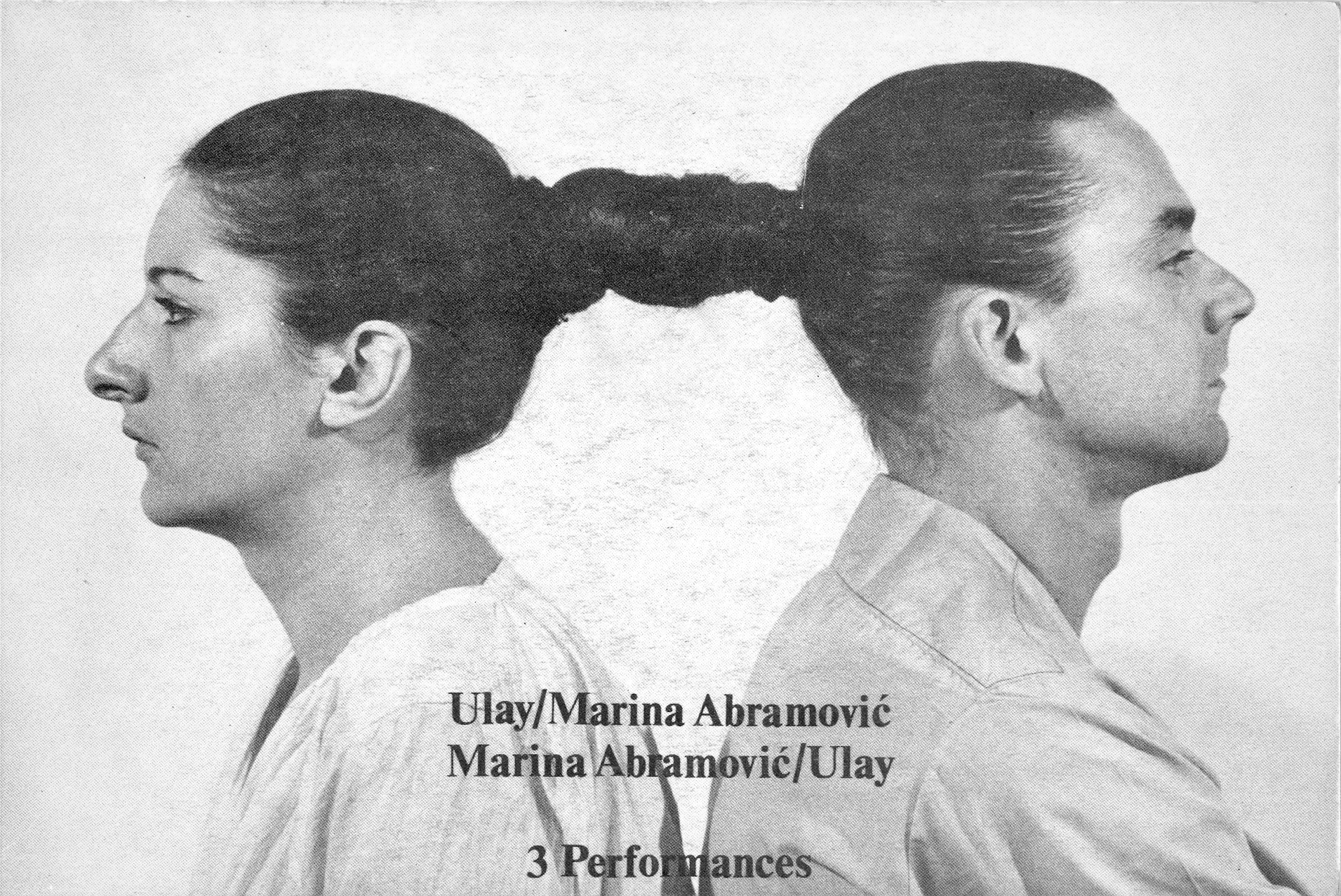
Bild från performance 1978 med Ulay.

Hon arbetade mellan 1975 och 1988 tillsammans med den tyske performancekonstnären Ulay. De två, som möttes på en sammankomst för performancekonstnärer i Amsterdam, genomförde tillsammans performancekonstverk som utmanade kroppens fysiska och mentala gränser beträffande smärta, uthållighet och fara. 1976 flyttade hon till Amsterdam för att arbeta och leva ihop med Ulay. 1988 avslutades både deras konstnärliga samarbete och amorösa relation i samband med en stort upplagd performance – The Lovers, The Great Wall Walk – i Kina.

### 1990-talet
I samband med 1990-talets söderslitande konflikter på Balkan kom Abramović att fokusera på sin bakgrund. 1997 utförde hon på Venedigbiennalen performanceverket Balkan Baroque, där hon utan framgång försöker skrubba benknotor rena från smuts och blod. Framställningen refuserades av den nationella paviljongen men väckte stor uppmärksamhet och belönades till slut med Guldlejonet.
På 1990-talet var Abramović gästföreläsare vid flera internationella institutioner, inklusive Académie des Beax-Arts i Paris och Berlins Universität der Künste. Mellan 1992 och 1996 var hon professor vid Hochschule für bildende Künste Hamburg, och 1997–2004 professor i performancekonst vid Hochschule für bildende Künste Braunschweig.

### Senare år, andra aktiviteter
Efter tre decenniers arbete började hon i början av 2000-talet att beskriva sig själv som "the grandmother of performance art". 2002 flyttade hon till USA, där hon bosatte sig i New York.
År 2016 publicerade Abramović memoarboken Walk Through Walls, i svensk översättning Gå genom väggar. Hon finns representerad vid Moderna Museet i Stockholm.

## Två konstverk och utställningar

### Transitory Objects for No-Human Use
The Hunt Chair for Animal Spirits, betong, hjort- och älghorn samt stål, en 12 meter hög installation i Wanås skulpturpark från 1998, är ett av Marina Abramović få platsspecifika verk. Det består av en hög stol av svartmålat stål, på vars långa ben är fästade ett antal horn av hjortar och älgar som skjutits på Vanås slotts marker. 
Det ingår i hennes serie av konstverk Transitory Objects for Non-Human Use, Dessa stimulerades Abramović till under genomförande av sin vandring utmed Kinesiska muren 1988, då hon insåg att det var den första gången hon genomförde en performance utan en närvarande publik.
För att överföra denna erfarenhet gjorde hon ett antal föremål av stål, trä, metaller, grisblod och människohår, för "användning av människor", "andliga upplevelser" och "användning av kraft". Dessa objekt var enligt Abramović avsedda att förmedla "en särskild sorts energi". Hon karaktäriserade inte dessa objekt som "skulpturer", utan som kortlivade, övergående objekt som ska utlösa upplevelser hos publiken genom en tänkt interaktion med objekten.

### Marina Abramović i Stockholm 2017
År 2017 ordnade Moderna Museet i Stockholm en retrospektiv utställning, inkluderande The Cleaner, en ny, veckolång kollektiv performance (The Cleaner). Den innehöll körer, sångare och performers i Eric Ericsonhallen i månadsskiftet februari/mars 2017.

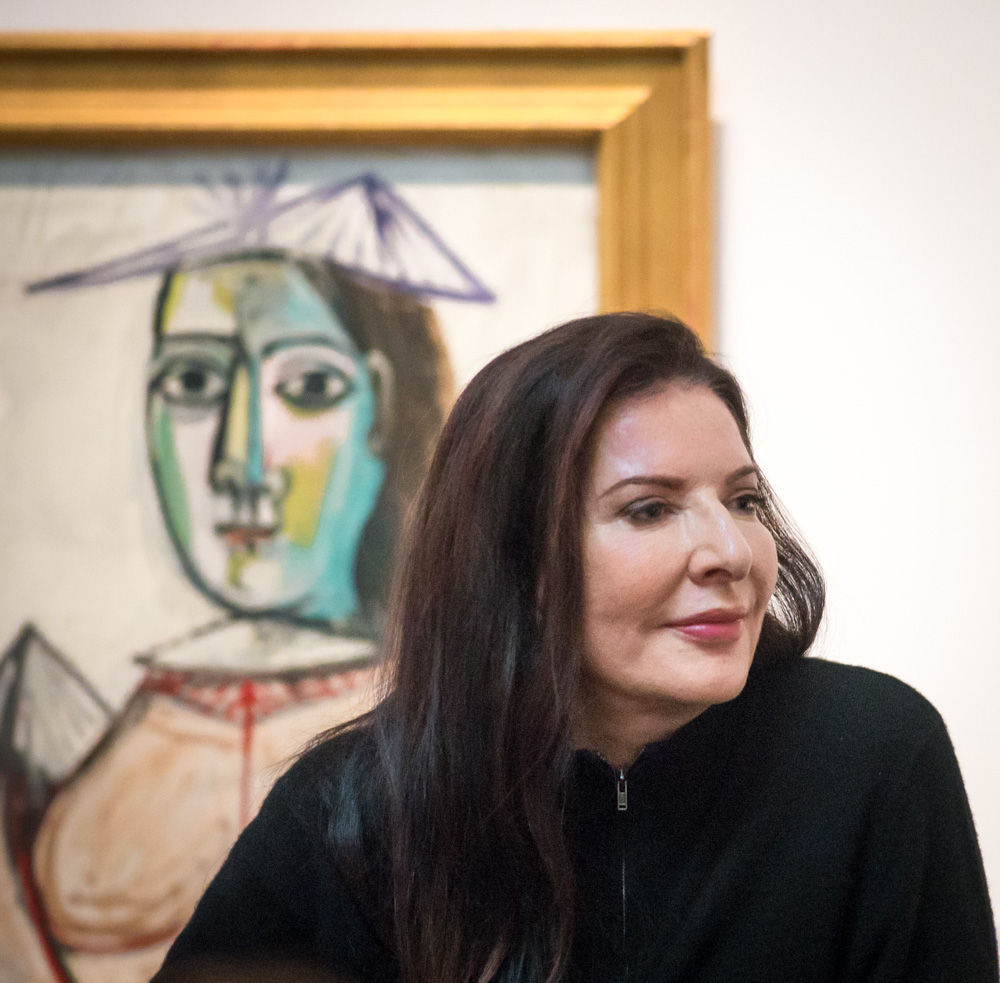
Marina Abramovic på Moderna museet 2017
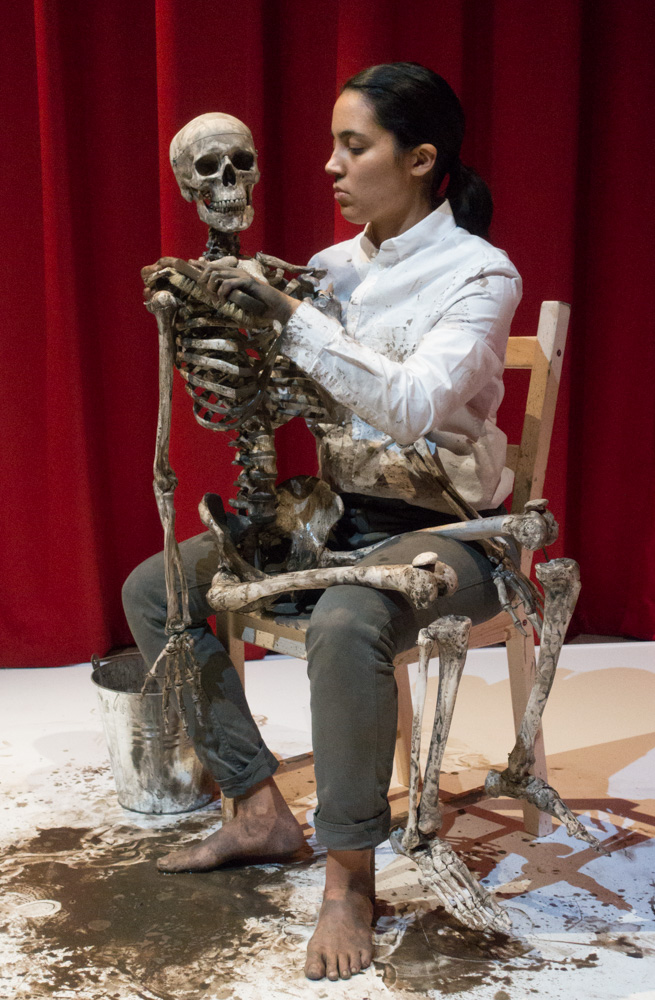
Performance 2017.
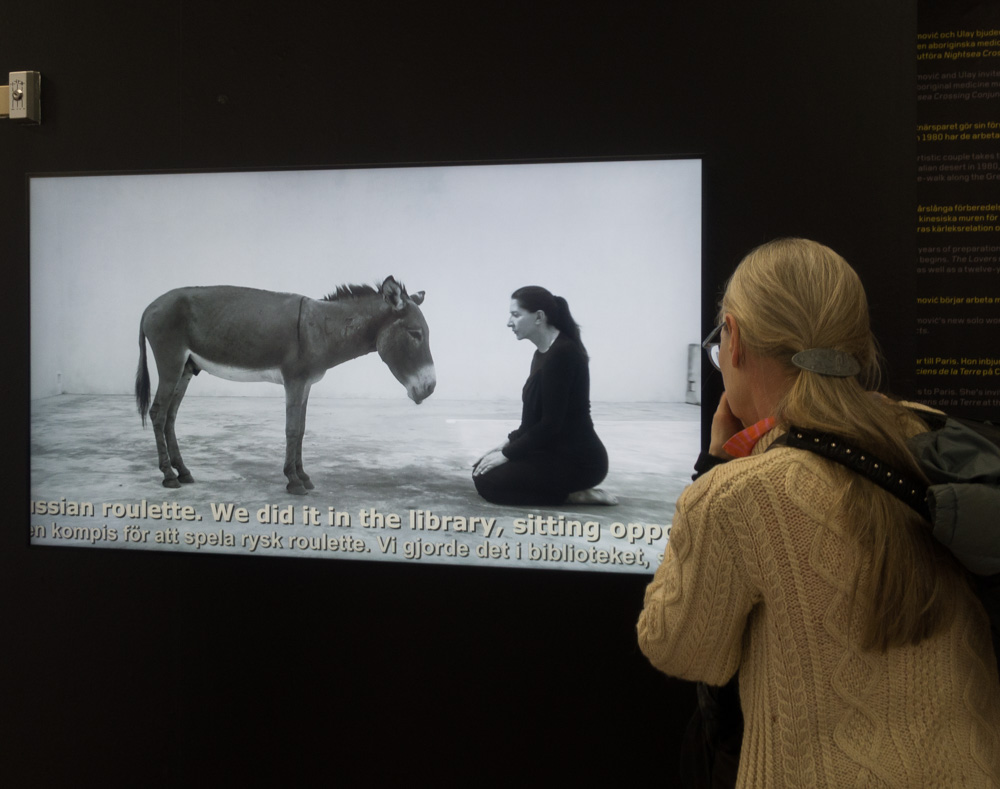
Bild från performance i Stockholm 2017
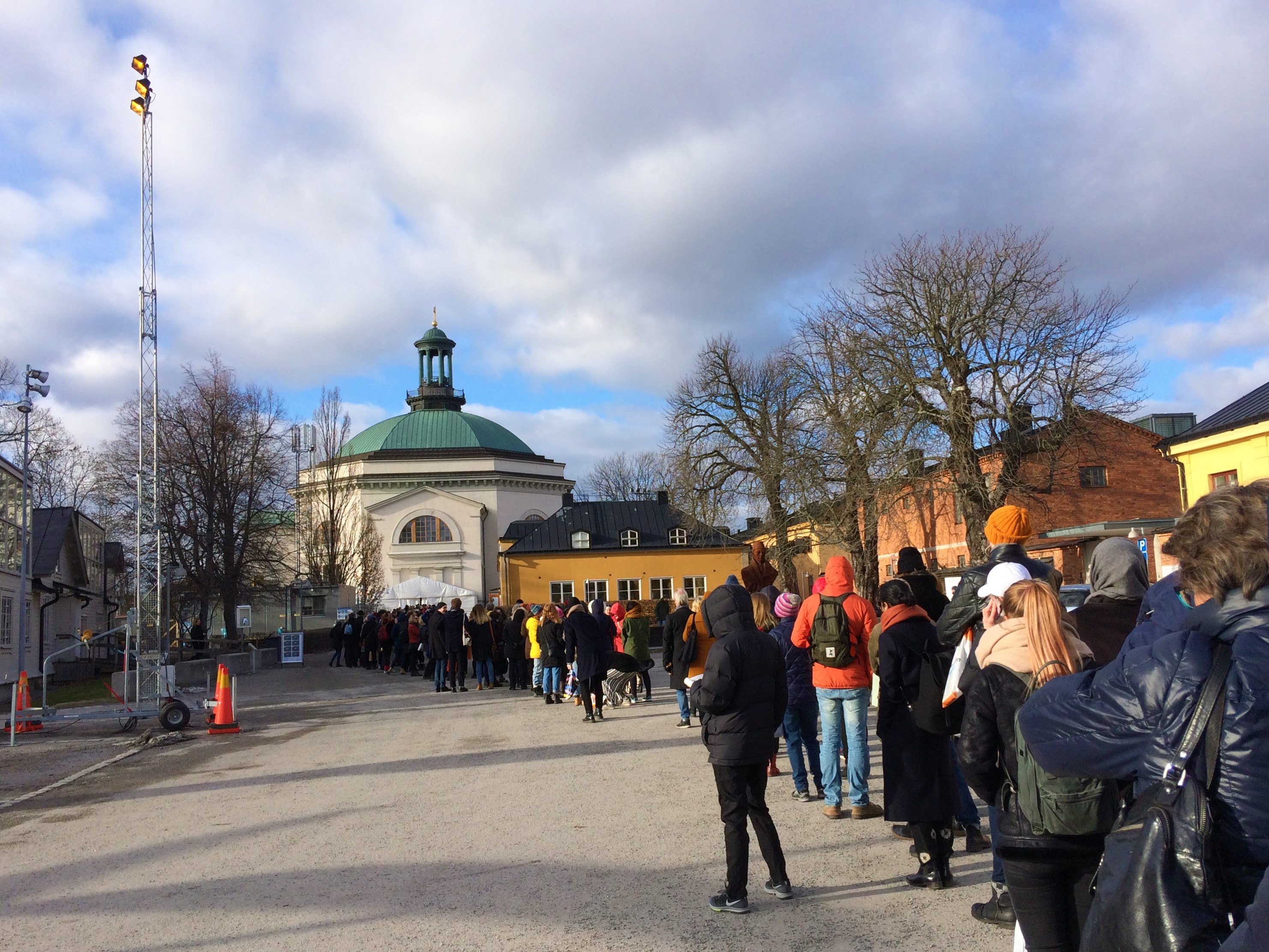
Kö till performance The Cleaner på Skeppsholmen i Stockholm.

## Privatliv
Mellan 1971 och 1976 var Abramović gift med den serbiske konceptkonstnären Neša Paripović, och han bidrog med påverkan till Abramović och hennes egen konstnärliga inriktning. 1976–1988 samlevde hon och samarbetade hon med Ulay. Åren 2005–2009 var hon gift med Paolo Canevari; de två träffades i Venedig 1997, i samband med Balkan Baroque.
Abramović har inte skaffat sig några barn. Hon valde tidigt att inte bli mor och genomgick tre aborter. Abramović menar att barn för henne skulle vara ett hinder i hennes konstutövande. Hon anser också att män tar över de viktiga positionerna i samhället eftersom kvinnor i allmänhet inte vill offra kärleken, familjen och barnen.

## Publicerade verk

### Böcker (med/av Abramović)
- Cleaning the House, konstnär Abramović, författare Abramović (Wiley, 1995) ISBN 978-1-85490-399-0
- Artist Body: Performances 1969–1998, konstnär Abramović; författare Abramović, Toni Stooss, Thomas McEvilley, Bojana Pejic, Hans Ulrich Obrist, Chrissie Iles, Jan Avgikos, Thomas Wulffen, Velimir Abramović; English ed. (Charta, 1998) ISBN 978-88-8158-175-7.
- The Bridge / El Puente, konstnär Abramović, författare Abramović, Pablo J. Rico, Thomas Wulffen (Charta, 1998) ISBN 978-84-482-1857-7.
- Performing Body, konstnär Abramović, författare Abramović, Dobrila Denegri (Charta, 1998) ISBN 978-88-8158-160-3.
- Public Body: Installations and Objects 1965–2001, konstnär Abramović, författare Celant, Germano, Abramović (Charta, 2001) ISBN 978-88-8158-295-2.
- Marina Abramović, femton konstnärer, Fondazione Ratti; medförfattare Abramović, Anna Daneri, Giacinto Di Pietrantonio, Lóránd Hegyi, Societas Raffaello Sanzio, Angela Vettese (Charta, 2002) ISBN 978-88-8158-365-2.
- Student Body, konstnär Abramović, vari; författare Abramović, Miguel Fernandez-Cid, studenter (Charta, 2002) ISBN 978-88-8158-449-9.
- The House with the Ocean View, konstnär Abramović; författare Abramović, Sean Kelly, Thomas McEvilley, Cindy Carr, Chrissie Iles, RosaLee Goldberg, Peggy Phelan (Charta, 2004) ISBN 978-88-8158-436-9; verket från 2002 med samma titel, där Abramović bodde på tre öppna plattformar i ett galleri i tolv dagar med endast vatten som föda, återskapades i den sjätte säsongen av Sex and the City.[15]
- Marina Abramović: The Biography of Biographies, konstnär Abramović; medförfattare Abramović, Michael Laub, Monique Veaute, Fabrizio Grifasi (Charta, 2004) ISBN 978-88-8158-495-6.
- Balkan Epic (Skira, 2006).
- Seven Easy Pieces, konstnär Abramović; medförfattare Nancy Spector, Erika Fischer-Lichte, Sandra Umathum, Abramović (Charta, 2007). ISBN 978-88-8158-626-4.
- Marina Abramović, konstnär Abramović; författare Kristine Stiles, Klaus Biesenbach, Chrissie Iles, Abramović; (Phaidon, 2008). ISBN 978-0-7148-4802-0.
- When Marina Abramović Dies: A Biography. Författare James Westcott. (MIT, 2010). ISBN 978-0-262-23262-3.
- Walk Through Walls: A Memoir, författare Abramović (Crown Archetype, 2016). ISBN 978-1-101-90504-3.

### Filmer
- Balkan Baroque (Pierre Coulibeuf, 1999)
- Balkan Erotic Epic, som producent och regissör, Destricted (Offhollywood Digital, 2006)